# Rik Battaglia
Rik Battaglia (Corbola, 1927. február 18. – Corbola, 2015. március 27.) olasz színész.

## Életpályája
Rik Battaglia a színpadi neve volt, filmjeiben alternatív neveket használt: Rick Austin, Riccardo Battaglia és Rick Battaglia. 1955–1999 között több mint 100 filmben tűnt fel. 17 évesen (1944) teherhajón dolgozott. Őt egy bárban Carlo Ponti olasz filmproducer fedezte fel, aki bérelt neki egy helyet, és aláírta első filmjét 1955-ben A folyó asszonya címűt. Ezt a filmet Mario Soldati rendezte és Sophia Loren vol a partnere. Ő egy cigaretta-csempészt alakított, aki egy viharos szerelmi viszonyt folytatott egy fiatal nővel (Sophia Loren, aki Carlo Ponti felesége). 1964–1968 között több Winnetou-filmben is látható volt. 1975-ben az Egy zseni, két haver, egy balek című filmben Sergio Leone munkatársa volt. 1982-ben a Bombajó bokszoló című filmben Bud Spencer edzője volt. 1999-ben vonult vissza a filmezéstől.

## Filmjei
- A folyó asszonya (La donna del fiume) (1954)
- A rizsföld (La risaia) (1955)
- A halál jegyesei (I fidanzati della morte) (1957)
- Harc Babylonért (1959)
- Hannibál (1959)
- Rómában történt (1960)
- Esther and the King (1960)
- Nem kell kopogni (1961)
- Sodom and Gomorrah (1962)
- Rocambole (1963)
- Old Shatterhand (1964)
- A titokzatos Schut (1964)
- Az aztékok kincse (1965)
- A Napisten piramisa (1965)
- Az inkák kincse (1965)
- Winnetou 3. - Winnetou halála (1965)
- Winnetou és barátja, Old Firehand (1966)
- Keserű gyümölcsök (1967)
- Black Jack (1968)
- Winnetou és Old Shatterhand a Halál Völgyében (1968)
- Egy marék dinamit (1971)
- A kincses sziget (1972)
- A vadon szava (1972)
- Rejtelmes sziget (1973)
- Fehér Agyar (1973)
- Egy zseni, két haver, egy balek (1975)
- Nina (1976)
- A vasprefektus (1977)
- A nagy csata (1978)
- Egy eladott élet (1978)
- Bűvös vászon (1982)
- Bombajó bokszoló (1982)
- Bűnvadászok (1985)
- Kétkezes kopók (1986)
- Don Bosco - Az ifjúság atyja és mestere (1988)
- Az ördög és az inkvizitor (1992)

## Fordítás
- Ez a szócikk részben vagy egészben  a   Rik Battaglia című angol Wikipédia-szócikk ezen változatának fordításán alapul.  Az eredeti cikk szerkesztőit annak laptörténete sorolja fel. Ez a jelzés csupán a megfogalmazás eredetét és a szerzői jogokat jelzi, nem szolgál a cikkben szereplő információk forrásmegjelöléseként.